# Beizhouzi (köpinghuvudort i Kina, Hunan Sheng, lat 29,17, long 112,69)
Beizhouzi (kinesiska: 北洲子, 北洲子镇) är en köpinghuvudort i Kina. Den ligger i provinsen Hunan, i den södra delen av landet, omkring 110 kilometer norr om provinshuvudstaden Changsha. Antalet invånare är 14 774. Befolkningen består av 7 302 kvinnor och 7 472 män. Barn under 15 år utgör 11,0 %, vuxna 15-64 år 75 %, och äldre över 65 år 13,0 %.
Runt Beizhouzi är det tätbefolkat, med 511 invånare per kvadratkilometer. Närmaste större samhälle är Huage, 15,0 km norr om Beizhouzi. Trakten runt Beizhouzi består till största delen av jordbruksmark.
Genomsnittlig årsnederbörd är 1 739 millimeter. Den regnigaste månaden är maj, med i genomsnitt 294 mm nederbörd, och den torraste är december, med 38 mm nederbörd.